# Resia, Friuli-Venezia Giulia
Resia är en kommun i regionen Friuli-Venezia Giulia i Italien och tillhörde tidigare även provinsen Udine som upphörde 2018. Kommunen hade 970 invånare (2018).